# Бенфельд (кантон)
Бенфе́льд (фр. Canton de Benfeld) — упразднённый кантон на северо-востоке Франции, в регионе Эльзас, департамент Нижний Рейн, округ Селеста-Эрстен. Площадь кантона Бенфельд составляла 126,21 км², количество коммун в составе кантона — 13, численность населения 20 928 человек (по данным INSEE, 2012), при средней плотности 166 жителей на квадратный километр (км²).

## История
Кантон был создан в 1793 году.
С 1940 по 1945 год территория была оккупирована гитлеровской Германией.
До административной реформы 2015 года в состав кантона входило 13 коммун. По закону от 17 мая 2013 и декрету от 18 февраля 2014 года количество кантонов в департаменте Нижний Рейн уменьшилось с 44 до 23. Новое территориальное деление департаментов на кантоны вступило в силу во время выборов 2015 года. После реформы кантон был упразднён.

## Консулы кантона
| Период    | Консул          | Должность                        |
| --------- | --------------- | -------------------------------- |
| 1945—1955 | Henri Meck      |                                  |
| 1955—1964 | Pierre Andlauer | Мэр коммуны Бенфельд             |
| 1964—1982 | Louis Wiedemann | Мэр коммуны Юттенайм (1935—1971) |
| 1982—1994 | Gaston Schmitt  | Мэр коммуны Коженайм             |
| 1994—2015 | Roland Brendlé  | Мэр коммуны Бенфельд (1989—2001) |

## Состав кантона
До марта 2015 года кантон включал в себя 13 коммун:
| Код INSEE | Коммуна                            | Французское название | Почтовый индекс | Площадь, км² | Население (2013) | Плотность, чел/км² |
| --------- | ---------------------------------- | -------------------- | --------------- | ------------ | ---------------- | ------------------ |
| 67028     | Бенфельд                           | Benfeld              | 67230           | 7,79         | 5716             | 733,8              |
| 67055     | Боофзайм                           | Boofzheim            | 67860           | 11,94        | 1264             | 105,9              |
| 67146     | Фризенайм                          | Friesenheim          | 67860           | 12,03        | 628              | 52,2               |
| 67192     | Эрбсайм                            | Herbsheim            | 67230           | 8,6          | 909              | 105,7              |
| 67216     | Юттенайм\|\|align=left\|Huttenheim | 67230                | 12,55           | 2629         | 209,5            |                    |
| 67233     | Кертсфельд                         | Kertzfeld            | 67230           | 9,43         | 1263             | 133,9              |
| 67246     | Когенайм                           | Kogenheim            | 67230           | 11,77        | 1178             | 100,1              |
| 67285     | Матсенайм                          | Matzenheim           | 67150           | 7,14         | 1411             | 197,6              |
| 67397     | Рино                               | Rhinau               | 67860           | 17,35        | 2756             | 158,9              |
| 67412     | Росфельд                           | Rossfeld             | 67230           | 6,15         | 929              | 151,1              |
| 67433     | Санд                               | Sand                 | 67230           | 6,35         | 1140             | 179,5              |
| 67464     | Сермерсайм                         | Sermersheim          | 67230           | 10,12        | 862              | 85,2               |
| 67545     | Виттернайм                         | Witternheim          | 67230           | 4,99         | 511              | 102,4              |

В результате административной реформы в марте 2015 года кантон был упразднён. Коммуны переданы в состав кантона Эрстен (округ Селеста-Эрстен).